# Karl Skytte
Karl Skytte, né le 31 mars 1908 à Glamsbjerg (Danemark) et mort le 9 juin 1986, est un homme politique danois, membre du Parti social-libéral danois (RV), ancien ministre et ancien député au Parlement (le Folketing).